# Ship of Fools
A Ship of Fools egy rövid életű angol neo-progresszív/space rock együttes volt.

## Története
1992-ben alakultak Dewsbury-ben. Alapító tagjai: Sputnik - basszusgitár, Damien Clarke - billentyűk, Les Smith - billentyűk, Mick Reed - dob. Hozzájuk csatlakozott Graham Wilkes (furulya, harmonika) és Andy Banks (gitár, mandolin).
Első nagylemezüket 1993-ban jelentették meg, a Peaceville Records alkiadójánál, a Dreamtime Recordsnál. Ezután a lemez után Graham Wilkes elhagyta a zenekart, helyére Oko gitáros került. Második albumukat 1994-ben adták ki.
A Ship of Fools 1996-ban feloszlott. Les Smith 2002-ben egy válogatáslemezt adott ki a zenekar dalaiból.

## Diszkográfia
- Visions (mini album, 1992)[2]
- Close Your Eyes (Forget the World) (album, 1993)[2]
- Out There, Somewhere (album, 1994)
- Untitled (kislemez, 1994)[2]
- Out There, Somewhere / Close Your Eyes (Forget the World) (válogatás, 1995)[2]
- Let's Get This Mother Outta Here (válogatás, 2002)[2]